# Krzysztof Brede
Krzysztof Brede (Gdynia, 8 febbraio 1981) è un allenatore di calcio ed ex calciatore polacco, di ruolo difensore, tecnico del Chojniczanka Chojnice.